# Ng Man-ying
Ng Man-ying (chinesisch 伍曼瑩; * 28. März 1996), auch Man Ying Maggie Ng oder Maggie Ng ist eine Tennisspielerin aus Hongkong.

## Karriere
Ng spielt überwiegend Turniere auf der ITF Women’s World Tennis Tour, bei denen sie bislang zwei Doppeltitel gewonnen hat.
2015 spielte Ng bei den Prudential Hong Kong Tennis Open ihr erstes Turnier der WTA Tour, als sie für die Qualifikation zum Hauptfeld im Dameneinzel und zusammen mit Partnerin Ki Yan-tung für das Hauptfeld im Damendoppel eine Wildcard erhielt. Im Einzel scheiterte sie bereits in der ersten Runde der Qualifikation mit 4:6 und 3:6 an Liu Chang, im Doppel erreichte mit Ki das Achtelfinale, wo die beiden gegen die topgesetzten Lara Arruabarrena und Andreja Klepač mit 1:6 und 0:6 verloren.
2018 gewann sie den Teitel im Dameneinzel bei den Hong Kong National Tennis Championships.
2019 gewann sie an der Seite von Eudice Chong die Bronzemedaille im Doppel bei der Sommer-Universiade.
Seit 2015 spielt Ng für die Fed-Cup-Mannschaft von Hongkong, wo sie bei 18 Nominierungen von ihren 22 Begegnungen bislang 14 gewinnen konnte, davon fünf Einzel und neun Doppel.

## Turniersiege

### Doppel
| Nr. | Datum             | Turnier  | Kategorie | Belag     | Partnerin          | Finalgegnerinnen             | Ergebnis |
| --- | ----------------- | -------- | --------- | --------- | ------------------ | ---------------------------- | -------- |
| 1.  | 18. Dezember 2021 | Monastir | ITF W15   | Hartplatz | Celia Cerviño Ruiz | Jenny Dürst Wong Hong-yi     | 6:2, 6:4 |
| 8.  | 25. Dezember 2021 | Monastir | ITF W15   | Sand      | Xenija Laskutowa   | Andrė Lukošiūtė Eliz Maloney | 7:5, 6:3 |